# Mirosławiec (Natura 2000)
Het Natura 2000-gebied Mirosławiec ligt in de woiwodschap West-Pommeren in Polen. Het gebied heeft een oppervlakte van 65,67 km², waarvan 41,98 km² in de gemeente Mirosławiec ligt. Het gebied valt sinds maart 2009 onder de Habitatrichtlijn, binnen het netwerk van Natura 2000-gebieden in de Europese Unie.
Het Natura 2000-gebied werd gecreëerd om de vrij levende West-Pommerse wisentpopulatie (Bison bonasus) beter te kunnen beschermen. Dankzij prof. Ryszard Graczyk, hoofd van de afdeling zoölogie aan de Landbouwuniversiteit Poznań, leven wisenten sinds februari 1980 weer in de omgeving van Mirosławiec. De  roodbuikvuurpad (Bombina bombina), bever (Castor fiber), kleine modderkruiper (Cobitis taenia), otter (Lutra lutra), bittervoorn (Rhodeus amarus) en kamsalamander (Triturus cristatus) staan naast de wisent ook op de Habitatrichtlijn en genieten hier strikte bescherming.
Het gebied wordt gedomineerd door bossen (43%), beheerd door Nadleśnictwo Mirosławiec. Daarnaast bestaat het gebied voor meer dan 39% uit akkerland, voor bijna 10% uit graslanden en voor meer dan 2% uit braakliggend terrein. Het gebied ligt in het stroomdal van de rivieren Gwda en Drawa. In mindere mate zijn er ook laagveenmoerassen en hoogvenen, waar zeldzame planten als kamvaren (Dryopteris cristata), ronde zonnedauw (Drosera rotundifolia), witte snavelbies (Rhynchospora alba), plat blaasjeskruid (Utricularia intermedia) en lavendelhei (Andromeda polifolia) groeien.